# Gnetum klossii
Gnetum klossii är en kärlväxtart som beskrevs av Elmer Drew Merrill och Markgr. Gnetum klossii ingår i släktet Gnetum och familjen Gnetaceae. Inga underarter finns listade i Catalogue of Life.